# Parocnus
Parocnus és un gènere extint de mamífers pilosos de la família dels megalòcnids que visqueren al Carib durant el Plistocè, fa entre 11.700 i 129.000 anys. Se n'han trobat restes fòssils a Cuba, Haití i la República Dominicana. Les estimacions del seu pes corporal abasten un ventall força ampli, des de 23 kg fins a més de 70 kg. Malgrat que es podien enfilar als arbres, eren els peresosos més terrestres del Carib, cosa que els hauria fet especialment vulnerables a la caça pels éssers humans que poblaren la regió.